# International Council of Management Consulting Institutes
L'International Council of Management Consulting Institutes (ICMCI), che a seguito di una votazione nell'assemblea annuale, dal 2013 ha assunto la denominazione breve di CMC-Global, è una federazione internazionale che riunisce le associazioni professionali nazionali che rappresentano la figura professionale del consulente di management (in inglese management consulting), nell'ambito delle singole nazioni.

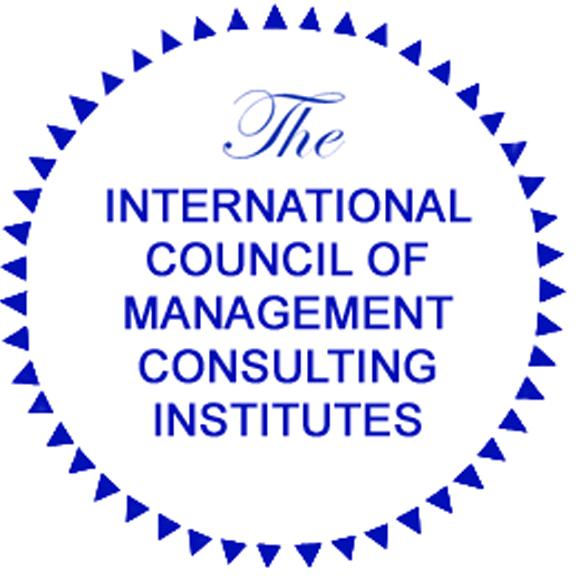
Logo ICMCI

## Storia
ICMCI è stato costituito nel 1987 da 32 Consulenti di Management rappresentanti delle associazioni nazionali di USA, Canada, Gran Bretagna, Australia, Sudafrica, Danimarca ed Austria, nel corso di un convegno internazionale tenuto a Parigi.
Nel 1989 viene approvato il codice di condotta professionale ICMCI, e nel 1990 viene definito il protocollo per la certificazione Certified Management Consultant(CMC).
nel 1999 al Congresso ICMCI di Amsterdam, nel quadro dello standard CMC viene approvato il concetto di pratica accreditata (AP) Accreditation Practice divenute oggi le Accreditation Consulting Practice (ACP).
Dal 2007 CMC-Global è membro di IAF (International Accreditation Forum) network mondiale per l'accreditamento nella posizione di osservatore (observer member), e nel 2010 per la prima volta viene superato il numero dei 10.000 CMC nel mondo.

## Attività
Riunisce le associazioni nazionali che associano i professionisti che svolgono l'attività di consulente di management. Dalla fondazione del 1987 al 2012, anno dove ha celebrato il 25° di fondazione, ha organizzato conferenze internazionali biennali (in Italia nel 1993 a Roma e nel 2018 a Milano).

## International CMC Conference
Dal 2013 CMC-Global organizza l'annuale "International CMC Conference", ogni anno con una diversa nazione organizzatrice, associata CMC-Global.
- 2013: 1a International CMC Conference a Johannesburg (Sudafrica)
- 2014: 2a a Seoul (Korea)
- 2015: 3a a Noordwijk Amsterdam (Olanda)
- 2016: 4a a Toronto (Canada)
- 2017: 5a ad Astana (Kazakhstan) 4-7 Settembre
- 2018: 6a a Milano (Italia) 16-19 Ottobre[5]
- 2019: 7a a Nassau (Bahamas) 15-18 Ottobre[6]
- 2020: 8ª Edizione tenuta online a causa pandemia Coovid-19
- 2021: 9ª Edizione tenuta online a causa pandemia Covid-19
- 2022: Annual Meeting online
- 2023: 10a ad Amman (Giordania) 10-13 Ottobre[7]

## Contesto internazionale

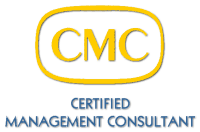
il marchio "CMC" (Certified Management Consultant)

L'International Council of Management Consulting Institutes è l'organismo internazionale che riunisce le associazioni professionali nazionali dei consulenti di management di oltre 50 Paesi.
CMC-Global nel 1990 ha per prima regolamentato a livello internazionale, i requisiti professionali dei consulenti di management definendone il profilo professionale in uno schema denominato Certified Management Consultant (CMC) che viene rilasciato a coloro che dimostrano di essere in possesso dei requisiti professionali richiesti.
In Italia CMC-Global riconosce l'Associazione professionale italiana dei consulenti di management come unica associazione nazionale abilitata a rilasciare la certificazione CMC.

## Organizzazione non governativa riconosciuta ONU
Nel 2001 a CMC-Global è stato concesso lo speciale status consultivo del Consiglio economico e sociale delle Nazioni Unite (ECOSOC) come organizzazione non governativa (NGO). Questo status consultivo speciale è un'opportunità di posizionamento strategico che ha dato a CMC-Global un ulteriore riconoscimento internazionale. 
ECOSOC ha approvato la pratica di CMC-Global per l'invio di consulenti di management altamente qualificati ed esperti ai paesi con economie meno sviluppate. In base a questo riconoscimento, a CMC-Global è riconosciuto di formare locali consulenti di management e le associazioni locali di consulenti di management fanno esperienza nei fondamenti della consulenza e nel networking con altri istituti di management consulting (IMC) del loro continente o di altre parti del mondo. CMC-Global assiste anche consulenti di management nello sviluppo del codice etico, delle norme per l'adesione e la certificazione, e la creazione di programmi per aiutare i consulenti nei paesi vicini.

## Contesto normativo
CMC-Global ha proposto a CEN/Cenelec in Europa dapprima, ed ISO a livello internazionale successivamente, la costituzione rispettivamente dei gruppi normativi CEN/PC 381 (attivato nel 2008) che ha pubblicato la norma europea EN 16114:2011 Management Consultancy Services.. La EN 16114:2011 fino al 2017 è stata l'unica norma internazionale pubblicata.
Nel 2013 ha proposto l'avvio di un gruppo per uno standard internazionale, che l'ISO ha attivato nel 2014 con la denominazione di ISO/PC 280, per lo sviluppo di progetti di norma sul tema del Management Consulting. Entrambi i gruppi normativi CEN/PC 381 ed ISO/PC 280 sono gestiti a segreteria italiana UNI.
Il 20 e 21 febbraio 2014 a Milano iniziarono i lavori il gruppo normativo internazionale ISO/PC 280 "Management consultancy", primo gruppo di lavoro ISO nell'ambito della consulenza di management, che dopo un lavoro di tre anni, a completamento del progetto pubblicò il 1º Giugno 2017, la norma internazionale ISO 20700 "Guidelines for management consultancy services", prima norma ISO per la consulenza di management..

## Paesi rappresentati in CMC-Global

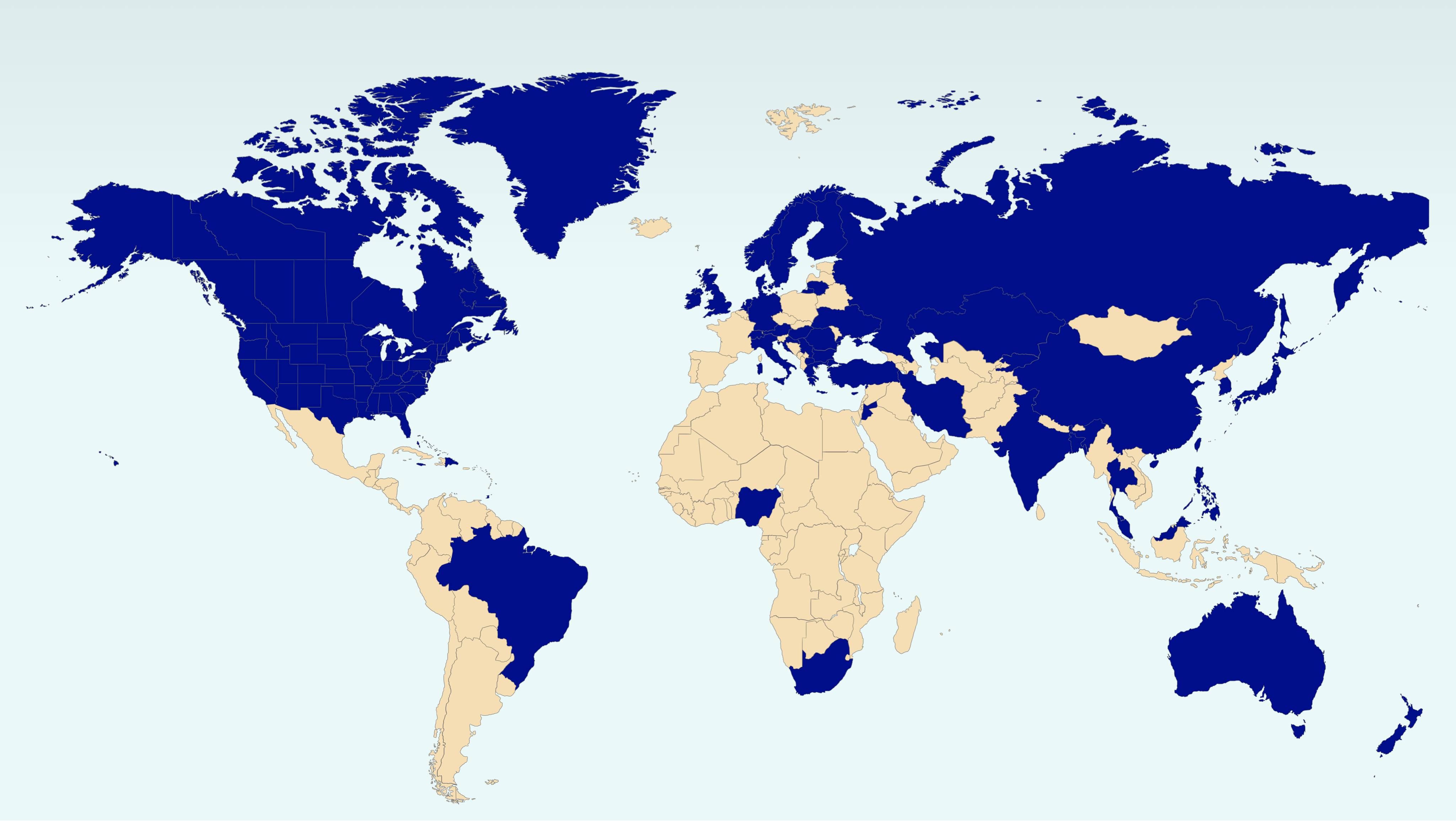
Paesi Membri CMC-Global (ICMCI)

Sono attualmente una cinquantina i Paesi membri di ICMCI CMC-Global, e sono:
Australia - Austria - Bangladesh - Brasile - Bulgaria - Canada - Corea - Cina - Croazia - Cipro - Danimarca - Filippine - Finlandia - Germania - Giappone - Giordania - Hong Kong - India - Iran - Irlanda - Israele - Italia - Kazakhstan - Kosovo - Kyrgyzstan - Lituania - Macedonia - Myanmar - Nuova Zelanda - Nigeria - Norvegia - Paesi Bassi - Paesi Caraibici - Regno Unito - Romania - Russia - Serbia - Singapore - Stati Uniti - Sud Africa - Svezia - Svizzera - Taiwan - Thailandia - Turchia - Ucraina - Ungheria.
I Consulenti di Management CMC non appartenenti a Paesi rappresentati in ICMCI possono iscriversi alla sezione CMC-GI (Global Institute).
Diversi altri Paesi hanno attualmente in corso di presentazione richieste di adesione a CMC-Global. 
La procedura di accreditamento prevede un percorso di avvicinamento attraverso una progressiva verifica dei requisiti.

## Presidenti (Global Chair) CMC-Global
- 1987-1989: John D. Roethle (USA)
- 1989-1991: Hedley Thomas (Regno Unito)
- 1991-1993: David Amar (Canada)
- 1993-1995: Michael Shays (USA)
- 1995-1997: Denis Tindley (Regno Unito)
- 1997-1999: Walter Vieira (India)
- 1999-2001: Hans de Sonnaville (Olanda)
- 2001-2003: Richard Elliott (Australia)
- 2003-2005: Barry Curnow (Regno Unito)
- 2005-2007: Peter Sorensen (Danimarca)
- 2007-2009: Brian Ing (Regno Unito)
- 2009-2011: Aneeta Madhok (India)
- 2011-2013: Francesco D'Aprile (Italia)[12]
- 2013-2015: Tim Millar (Australia)
- 2015-2018: Sorin Caian (Romania)
- 2018-2021: Dwight Mihalicz (Canada)
- 2021-2024: Robert Bodenstein (Austria)

## CMC-Firm
CMC-Global assegna un accreditamento internazionale a società di consulenza manageriale denominate "CMC-Firm" che abbiano al proprio interno Consulenti qualificati CMC. 
L'accreditamento riconosce un'azienda per i suoi standard con un focus specifico su pratiche etiche, standard di condotta oltre alla capacità di praticare la consulenza manageriale ai più alti standard. CMC-Global gestisce la directory globale delle CMC-Firm, pubblicata all'interno del sito Web CMC-Global.
La prima CMC-Firm italiana è stata la ROI Team Consultant srl di Bolzano riconosciuta nel 2018.

## CMC-Global Academic Fellow
La designazione CMC-Global "Academic Fellow" intende essere un marchio di distinzione che riconosce accademici di tutto il mondo che hanno contribuito allo studio e all'insegnamento della Consulenza di Management. Viene assegnato da CMC-Global a individui adeguatamente qualificati sulla base della raccomandazione del locale "Institute of Management Consulting" (IMC). 
I candidati devono ricoprire una posizione presso un'istituzione accademica riconosciuta, in particolare un'università accreditata pubblicamente e devono essere impegnati in attività di ricerca e/o insegnamento nell'ambito della consulenza gestionale esterna o interna per un minimo di cinque anni. 
Vantaggi per l'IMC locale: l'attrazione e l'impegno di un nuovo gruppo di stakeholder che aggiungerà nuove preziose prospettive e approfondimenti all'interno della propria comunità di consulenti di gestione insieme all'aspettativa che il Fellow dimostrerà un coinvolgimento tangibile con la professione di consulenza manageriale. Aumento dell'adesione attraverso il potenziale sviluppo di flussi di consulenza gestionale all'interno di MBA o di programmi Master correlati che potrebbero portare all'assegnazione delle credenziali CMC sulla dimostrazione adeguata delle conoscenze (sapere cosa) e della competenza (know how). Contributi pragmatici ai dibattiti in seno all'IMC su questioni accademiche, comprese conferenze annuali in cui i Fellows e altri accademici correlati possono profilare le proprie ricerche e insegnare le migliori pratiche. Vantaggi per l'Academic Fellow: profilo accademico e professionale migliorato derivante dall'appuntamento insieme al riconoscimento internazionale tra pari. Inviti a conferenze internazionali e incontri di hub con l'opportunità di mostrare ricerche e pubblicazioni applicate. Supporto per progetti di ricerca internazionali appropriati nell'ambito della consulenza gestionale, in termini di fornitura di contatti industriali e di rispondenti di ricerca primaria, oltre all'approvazione delle domande di finanziamento. Supporto per importanti progetti di studenti attraverso presentazioni di clienti CMC o direttamente per i professionisti CMC. 
Il primo round di nomination è stato ricevuto nel 2013 con 16 accademici provenienti da tutto il mondo che hanno ricevuto la designazione Academic Fellow. È stato stabilito un obiettivo complessivo di 100 Academic Fellow.
I primi Academic Fellow italiani sono stati attribuiti nel 2018 a:
- Mario Gibertoni
- Mirco Contri

Successivamente altri Consulenti di Management italiani sono stati nominati Academic Fellow:
- Marco Arcuri
- Gaetano Macario

Gli Academic Fellow si distinguono con la sigla CMC-AC.